# شهرستان سیب و سوران
شهرستان سیب و سوران یکی از شهرستان‌های استان سیستان و بلوچستان ایران است. مرکز این شهرستان، شهر سوران است.
این شهرستان در تاریخ ۴ دی ۱۳۸۶ از شهرستان سراوان جدا شد و مستقل گردید.

## موقعیت جغرافیایی
شهرستان سیب و سوران از شمال با شهرستان خاش، از شرق با شهرستان سراوان، از جنوب شرقی با مرز پاکستان و از جنوب تا غرب با شهرستان مهرستان همسایه است.

## مردم شناسی
مردم این شهرستان به زبان بلوچی و گویش سراوانی سخن می گویند؛ همچنین دین مردم اسلام و مذهب اهل سنت حنفی است.

## تقسیمات کشوری
شهرستان سیب و سوران دارای ۳ بخش، ۶ دهستان و ۳ شهر به شرح زیر است:

### شهرستان سیب و سوران
| بخش   | مرکز بخش | جمعیت بخش ۱۳۹۵ | نام دهستان  | مرکز دهستان | جمعیت دهستان ۱۳۹۵ | شهر              | جمعیت شهر ۱۳۹۵       |
| ----- | -------- | -------------- | ----------- | ----------- | ----------------- | ---------------- | -------------------- |
| مرکزی | سوران    | ۴۶٬۴۳۲ نفر     | سیب و سوران | سوران       | ۲۰٬۰۸۳ نفر        | سوران سیب        | ۱۳٬۵۸۰ نفر ۳٬۸۹۷ نفر |
| مرکزی | سوران    | ۴۶٬۴۳۲ نفر     | شندان       | مرادآباد    | ۹٬۰۳۷ نفر         | سوران سیب        | ۱۳٬۵۸۰ نفر ۳٬۸۹۷ نفر |
| هیدوچ | هیدوچ    | ۲۲٬۲۱۶ نفر     | کنت         | کنت         | ۱۱٬۷۶۳ نفر        | هیدوچ            | ۱٬۶۷۴ نفر            |
| هیدوچ | هیدوچ    | ۲۲٬۲۱۶ نفر     | هیدوچ       | هیدوچ       | ۸٬۷۷۹ نفر         | هیدوچ            | ۱٬۶۷۴ نفر            |
| پسکوه | پسکوه    | ۱۶٬۴۶۲ نفر     | سرسوره      | سرسوره      | ۹٬۴۲۷ نفر         | **************** | ****************     |
| پسکوه | پسکوه    | ۱۶٬۴۶۲ نفر     | پسکوه       | کهن کریم    | ۶٬۸۷۰ نفر         | **************** | ****************     |

## جمعیت
بر پایه سرشماری عمومی نفوس و مسکن در سال ۱۳۹۵، جمعیت شهرستان سیب و سوران برابر با ۸۵٬۰۹۵ نفر بوده‌است.

## آثار تاریخی

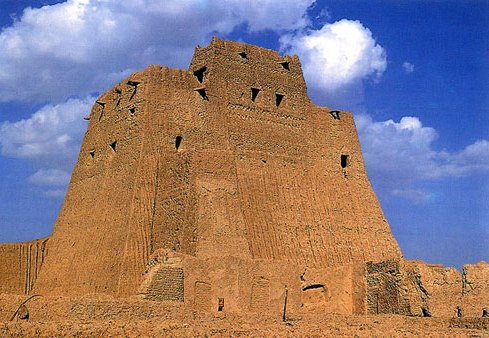
نمایی از قلعهٔ سب